# 綱島古墳
綱島古墳（つなしまこふん）は、神奈川県横浜市港北区綱島台にある古墳。形状は円墳。横浜市指定史跡に指定されている。

## 概要

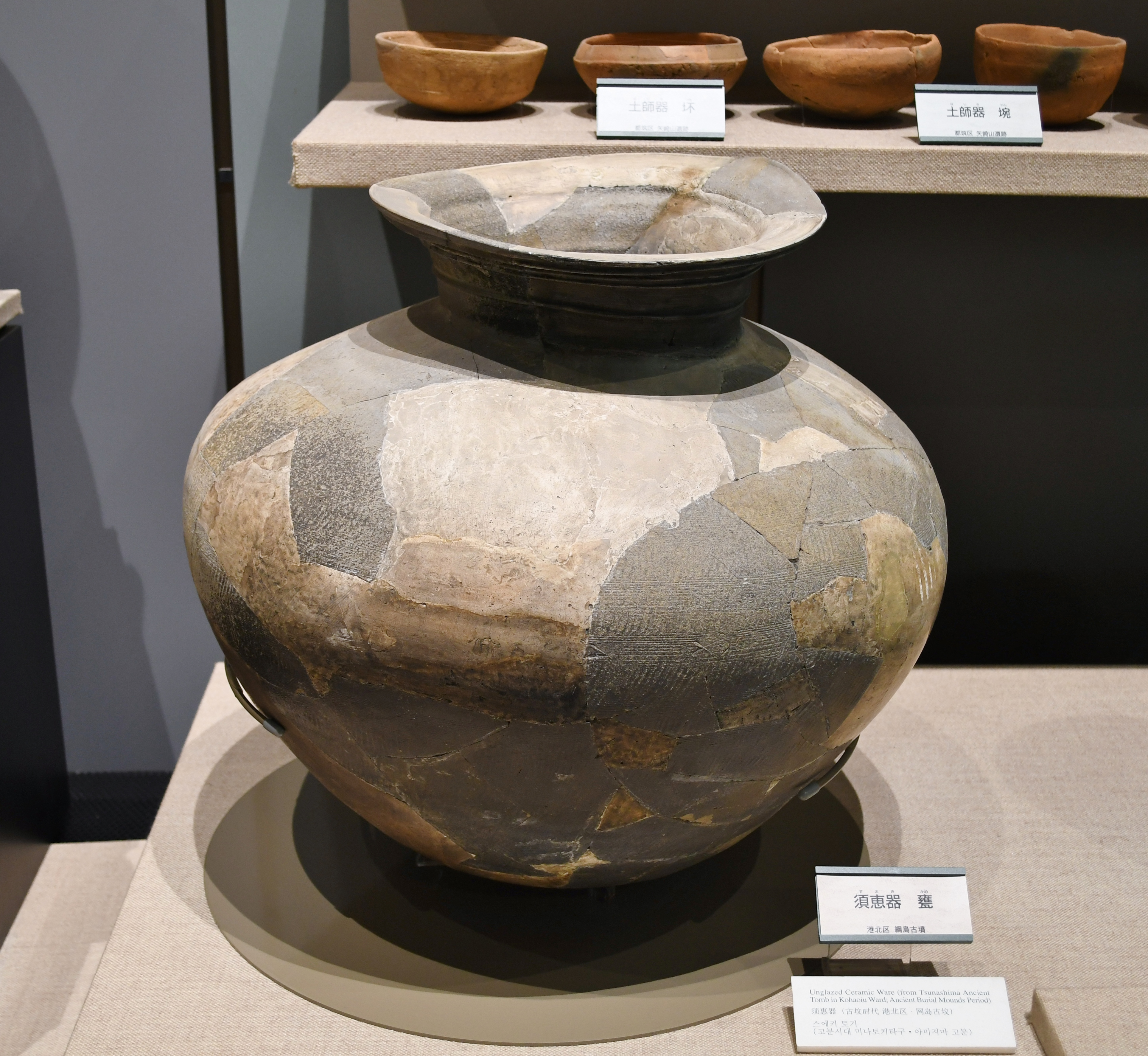
須恵器 甕横浜市歴史博物館展示。

横浜市北部に広がる下末吉台地から切り離され、鶴見川の沖積地内に位置する独立丘、通称「綱島台」の上部に所在する。当丘陵は、南西向きに開口する馬蹄形を呈し、周辺平野部との比高差は約26メートルを測る。上部は一部宅地化されているが自然林を多く残し、綱島公園として整備されている。綱島古墳は丘陵南東部の稜線上に位置し、墳頂部の標高は34.76メートルを測る。
綱島公園再整備事業に伴い、埋蔵文化財としての古墳の保護、および史跡指定に向けた詳細把握を目的として、横浜市教育委員会により1989年（平成元年）に発掘調査が行われた。その結果、墳丘裾部より円筒埴輪のほか、須恵器甕、土師器坩などが出土した。遺物の年代から築造年代は5世紀末と推定される。また墳頂部では墓壙の掘り込みらしき平面プランとともに、直刀、刀子が出土し、その配置状況から、埋葬施設は北東方向に主軸を取る木棺直葬と推定された。これらの出土遺物は横浜市歴史博物館に所蔵されている。
鶴見川流域に残る数少ない古墳として、古墳域は1989年（平成元年）に横浜市指定史跡に指定されている。

## 構造
直径20メートル、墳裾からの高さ約5メートルの円墳と考えられていたが、1980年（昭和55年）の港北区史編纂事業に伴う測量調査の結果、墳丘東側にわずかな張り出しを持つことが確認され、帆立貝型前方後円墳や、ごく小規模な前方部を持つ前方後円墳である可能性も指摘されている。

## 文化財

### 横浜市指定文化財
- 史跡
  - 綱島古墳 - 1989年（平成元年）12月25日指定[4]。